# The Daily Dot
The Daily Dot是一家数字媒体公司，主要报道网络文化和万维网以及关注流媒体娱乐、极客文化、模因、生活用品和社会问题，比如LGBT、性别和种族。此外該公司的电子商务部门还为广告商制作品牌视频，并在在线市场上销售。The Daily Dot由尼古拉斯·怀特（Nicholas White）于2011年创立，总部设在美國德克萨斯州奥斯汀。